# Mike Austin
Michael MacKay "Mike" Austin, född 26 augusti 1943 i West Orange i New Jersey, är en amerikansk före detta simmare.
Austin blev olympisk guldmedaljör på 4 x 100 meter frisim vid sommarspelen 1964 i Tokyo.